# قطعنامه ۲۷۲ شورای امنیت
قطعنامه ۲۷۲ شورای امنیت سازمان ملل متحد که در تاریخ ۲۳ اکتبر ۱۹۶۹ تصویب شد، سندی بین‌المللی دربارهٔ دیوان بین‌المللی دادگستری است. این قطعنامه طی نشست ۱٬۵۱۴ام
تصویب شد.